# 維亞切斯拉夫·阿列克謝耶維奇·扎伊采夫
维亚切斯拉夫·阿列克谢耶维奇·扎伊采夫（俄语：Вячеслав Алексеевич Зайцев；1952年11月12日—2023年6月12日）是前蘇聯及俄羅斯運動員，國家排球隊的二傳手。扎伊采夫生於列寧格勒，1976年成為國家排球隊成員。曾於1976年、1980年及1988年三度代表蘇聯參加奧林匹克運動會的排球比賽。

## 簡歷
- 1970年代末-80年代初蘇聯男排「五連冠」（1977年世界盃、1978年世界男排錦標賽、1980年莫斯科奧運會、1981年世界盃、1982年世界男排錦標賽) 主力二傳手。

## 家庭
维亚切斯拉夫·亚历克塞维奇·扎伊采夫的太太是前蘇聯游泳代表隊成員、前女子200米蛙泳紀錄保持者伊琳娜·波茲尼亞科娃（Ирина Позднякова；）。二人育有一女一子，均有意大利籍：
- 女兒安娜（1975年—）：1993年與一名意大利人結婚，取得意大利籍；
- 兒子伊萬·扎伊采夫（1988年—）：意大利國家排球隊運動員，在意大利出生而入籍。